# Watertoren (Alphen aan den Rijn, Hoorn)
De eerste watertoren in Alphen aan den Rijn die in de Hoorn stond werd in 1902 gebouwd naar ontwerp van N. Biezeveld. De aannemer van de bouw was J.H. Nieuwehuizen uit Rotterdam. De toren was 26,5 meter hoog en werd in 1958 gesloopt, tot in 2000 bleef het gebied in gebruik als waterwingebied.